# Elaphoglossum sclerophyllum
Elaphoglossum sclerophyllum är en träjonväxtart som beskrevs av Cornelis Rugier Willem Karel van Alderwerelt van Rosenburgh. Elaphoglossum sclerophyllum ingår i släktet Elaphoglossum och familjen Dryopteridaceae. Inga underarter finns listade.